# 163 Velorum
163 Velorum (m Velorum) é uma estrela na direção da Vela. Possui uma ascensão reta de 09h 51m 40.69s e uma declinação de −46° 32′ 51.5″. Sua magnitude aparente é igual a 4.58. Considerando sua distância de 1083 anos-luz em relação à Terra, sua magnitude absoluta é igual a −3.03. Pertence à classe espectral G5Ib.